# I. Caius Iulius Caesar
Caius Iulius Caesar élete egykorú források hiányában ismeretlen. Neve csak úgy maradt fenn, hogy a idősebb Plinius által említett Caius Iulius Caesar apját is megnevezi. Unokái kerültek a családból először a római történelem előterébe, mindenekelőtt Caius Marius felesége, Iulia Caesaris.